# Karrer (Mondkrater)
Karrer ist ein Einschlagkrater auf der südlichen Hemisphäre der Mondrückseite. Er liegt nordöstlich des Kraters Minkowski und südlich des Kraters Leavitt.
Das auffälligste Merkmal von Karrer ist sein dunkler Kraterboden. Dieser entstand durch die Überflutung des Kraterinneren mit Lava, die eine niedrigere Albedo als das umliegende Gelände aufwies.
Der äußere Umriss ist nahezu kreisrund, wird aber im Nordosten durch einen kleineren Krater unterbrochen.
Die Innenwände weisen dieselbe Tönung auf wie das umliegende Gelände und zeichnen die Grenzlinie des überfluteten Kraterbodens klar nach.
Der Kraterrand ist stellenweise erodiert, besonders im Norden im Bereich des überlappenden Einschlags.
Karrer hat einen 1,39 km hohen Zentralberg. Die Entstehungszeit des Kraters wir der nektarischen Periode zugerechnet.
Der Krater wurde 1979 von der IAU offiziell nach dem Schweizer Chemiker Paul Karrer benannt.